# Dumești (gmina w okręgu Jassy)
Dumești – gmina w Rumunii, w okręgu Jassy. Obejmuje miejscowości Banu, Chilișoaia, Dumești, Hoisești i Păușești. W 2011 roku liczyła 4576 mieszkańców.